# 1. Deutsches Polizeioldtimer-Museum

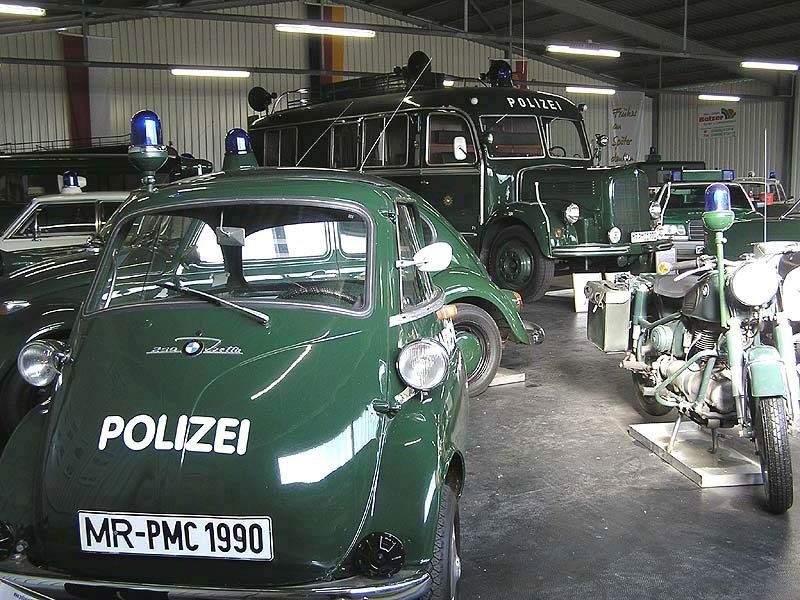
Hala muzeum

1. Deutsches Polizeioldtimer-Museum – muzeum w południowej dzielnicy Marburga – Cyriaxweimar, w kraju związkowym Hesja. Od otwarcia w roku 2003 placówka gromadzi pojazdy ukazujące kilkadziesiąt lat historii niemieckiej policji.

## Historia
Kolekcję zabytkowych pojazdów policyjnych początkowo gromadził Klub Sportów Motorowych w Marburgu (Polizei-Motorsport-Club Marburg 1990 e.V.). Pierwszym eksponatem w 1991 był Opel Rekord P1, wkrótce do niego dołączyły inne pojazdy uprzywilejowane.
W dniu 24 i 25 czerwca 2000 w ramach obchodów 10. rocznicy Klubu Sportów Motorowych w Marburgu, pod patronatem Ministra Spraw Wewnętrznych i Sportu w Hesji, odbyła się uroczystość założenia 1. Deutsches Polizeioldtimer-Museum. W ciągu tych dwóch dni zwiedzający mogli podziwiać ponad 50 zgromadzonych tam pojazdów.
Później trwała dalsza rozbudowa i 13 lipca 2003 roku Muzeum zostało oficjalnie otwarte w dwóch halach. Od tego czasu, jest regularnie udostępnione do zwiedzania w okresie od kwietnia do października, zwykle tylko w jedną niedzielę miesiąca.

## Eksponaty
Głównym celem muzeum jest gromadzenie unikalnych historycznych pojazdów policyjnych. Zbiór ten jest jednym z największych w Niemczech, zawiera ponad sześćdziesiąt różnych samochodów. Obok policyjnych motocykli i radiowozów różnych marek i roczników zgromadzono w nim także specjalne pojazdy opancerzone, armatki wodne i inne ciężkie pojazdy służbowe, a nawet amfibię.
Wiele pięknych pojazdów zostało już nieodwracalnie utraconych dla historii niemieckiej policji. Dlatego też niektóre z nich zostały wiernie odtworzone i ich repliki można podziwiać w muzeum.
W placówce zebrano również inne eksponaty przedstawiające historię motoryzacji niemieckiej policji w XX wieku, są to m.in. tablice informacyjne i fotografie.
Muzeum gromadzi głównie pojazdy wyprodukowane po 1945. Poprzez prezentację pojazdów uprzywilejowanych zwiedzający mogą się zapoznać z ciekawą i często trudną pracą policji.
Pojazdy ze zbiorów muzeum są wykorzystywane w telewizji i filmach, m.in. pięć pojazdów użyto podczas kręcenia filmu Baader-Meinhof.